# Topografie

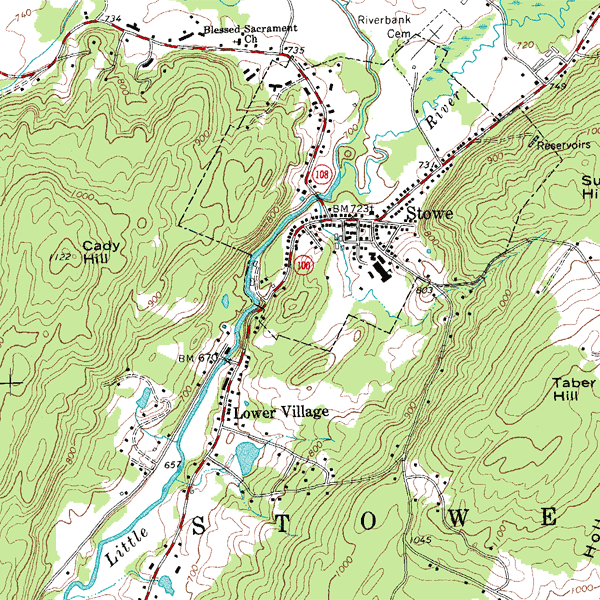
Topografische kaart

Topografie is een onderdeel van de geografie en betekent letterlijk de studie en het in kaart brengen van plaatsen. Het woord topografie komt uit het Oudgrieks: τόπος, tópos, plaats, plek en γράφω, gráphō, schrijven, beschrijving. De naam van een plaats is een toponiem. Iemand die de topografie als ambt, beroep of functie uitoefent is een topograaf.
Het doel van de topografie is het bepalen van de locatie van bepaald kenmerk of punt te bepalen in een bepaald coördinatenstelsel en dit te benoemen. Het herkennen van typische landvormen (geomorfologie) maakt ook onderdeel uit van de topografie. Een topografische studie kan om verschillende redenen worden uitgevoerd. Historisch waren militaire planning en (later) geologische opmetingen de belangrijkste motivatoren om meetprogramma's te starten. Voor topografische opmetingen worden diverse opnamemethodes gebruikt (zie landmeetkunde).
De geodesie, de wetenschap die zich bezighoudt met het bepalen van de vorm en de afmetingen van de Aarde vormt een basis voor de coördinatenstelsels gebruikt in de topografie. De cartografie bouwt dan weer verder op de topografie en visualiseert topografische data als topografische kaarten.

## Topografie in het onderwijs
Als vak wordt topografie in Nederland aangeboden vanaf groep 6. Leerlingen beginnen dan met de topografie van Nederland. Topografie komt als onderdeel van de aardrijkskunde aan bod in het lager en secundair onderwijs. Hierbij wordt een juiste 'mentale kaart' van bepaalde gebieden aangeleerd.
Het belang van topografische parate kennis is in de moderne samenleving sterk afgenomen, omdat bijna alle plaatsen eenvoudig met online kaarten op te zoeken zijn (vaak inclusief routenavigatie). Het belang van het bezit van parate topografische kennis is in het onderwijs gedeeltelijk verschoven naar de vaardigheid om het te kunnen opzoeken.

## Technieken

### Veldwerk
Een landmeter kan veldwerk verrichten met diverse toestellen. Sinds de twintigste eeuw worden hier voornamelijk drie types gebruikt:
- Sinds de vroegmoderne tijd wordt een theodoliet gebruikt om op terrein hoeken op te meten tussen zichtbare punten om zo aan plaatsbepaling te doen.
- In de jaren 70 van de twintigste eeuw werd elektronische afstandsmeting toegevoegd op de eerdere, verfijnde toestellen om hoeken op te meten. Ook deze toestellen, tachymeters of total stations worden nog steeds gebruikt in de topografie en landmeetkunde.
- Aan het einde van de twintigste eeuw werd een bepaalde vorm van GPS-bepaling mogelijk met zeer hoge nauwkeurigheid: RTK GPS.

## Remote sensing
Remote sensing is een verzamelterm voor technieken om informatie te verkrijgen over voorwerpen door middel van instrumenten die er niet rechtstreeks contact mee maken, dus in tegenstelling tot veldwerk. Er zijn vele technieken mogelijk. Bij actieve technieken worden er signalen uitgezonden die na weerkaatsing opnieuw geregistreerd worden. De bekendste voorbeelden zijn radar en lidar. Daarnaast zijn er passieve methoden zoals het nemen van satellietbeelden of luchtfotografie.